# بيتي بومونت
بيتي بومونت (بالإنجليزية: Betty Beaumont)‏ هي نحّاتة أمريكية، ولدت في 8 يناير 1946 في تورونتو في كندا.